# How They Brought the Good News from Ghent to Aix
Comment ils apportèrent la bonne nouvelle de Gand à Aix
How they Brought the Good News From Ghent To Aix (Comment ils apportèrent la bonne nouvelle de Gand à Aix) est un poème de 1838 de Robert Browning. Browning l'écrivit alors qu'il était en mer, se rendant de Londres à Trieste. L'œuvre elle-même décrit un incident imaginaire.
Le poème fit l'objet d'un pastiche par W. C. Sellar et R. J. Yeatman (auteurs par ailleurs de 1066 and All That) dans leur livre Horse Nonsense sous le titre How I Brought the Good News from Aix to Ghent (or Vice Versa) (Comment j'ai apporté la bonne nouvelle de Aix à Gand (ou vice-versa)